# Abraham Beame
Abraham David « Abe » Beame (né le 20 mars 1906 et mort le 10 février 2001) est un homme politique américain qui fut maire de New York de 1974 à 1977. En tant que tel, il est à la tête de la ville durant la crise financière du milieu des années 1970, durant laquelle elle ne fut pas loin de se déclarer en faillite.

## Jeunesse et carrière
Beame est le premier maire juif de New York, bien que Fiorello LaGuardia, maire avant lui, ait eu des origines juives du côté maternel. Beame nait à Londres, et grandit dans la Lower East Side de New York. Il est superviseur du budget de la ville entre 1952 et 1961. Il était membre du parti démocrate et exerça deux mandats de comptroller entre 1961 et 1969. En 1965, il est le candidat du  parti démocrate à la mairie, mais il est battu par John Lindsay.

## Défis en tant que maire
Après sa victoire face au sénateur John Marchi aux élections de 1973, Beame fait face à la pire crise fiscale de l'histoire de la ville et il passe la majeure partie de son mandat à tenter d'éviter la faillite. Il réduit radicalement le nombre d'employés de la ville, gèle les salaires, et restructure le budget, ce qui se révèle insuffisant jusqu'à ce que les actions d'entités nouvellement créées et sous la tutelle de l'état, et l'obtention de fonds fédéraux ne viennent renforcer ses mesures. La grande panne de courant de 1977 survient également durant son mandat. Après quatre années tumultueuses à la mairie, Beame se présente pour un second mandat en 1977 (peu de temps après la panne de courant, l'un des pires moments de l'histoire de la ville) ce qui lui vaut de terminer troisième aux primaires démocrates, derrière notamment le futur maire, Ed Koch. Il meurt en 2001, à l'âge de 94 ans, des suites d'une opération à cœur ouvert.